# Tora Bora

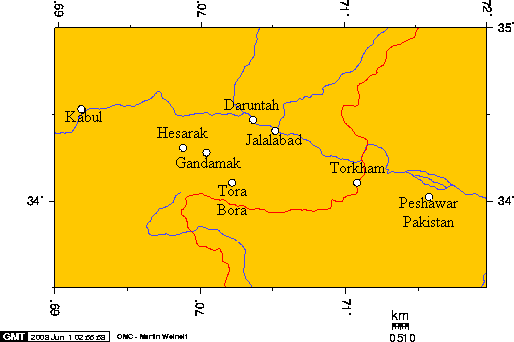
A localização de Tora Bora em relação a Jalalabad e outras cidades nas províncias de Nangarhar, Cabul e Peshawar

Tora Bora (em pastó: توره بوړه - "caverna negra" em Pashto) é um complexo de cavernas, parte da cadeia de montanhas de Spīn Ghar, no leste do Afeganistão. Situa-se no Distrito de Pachir Aw Agam de Nangarhar, a cerca de 50 quilômetros (31 mi) a oeste do Passo de Khyber e a 10 quilômetros (6,2 mi) ao norte da fronteira do território Federal das Áreas Tribais no Paquistão. Tora Bora tornou-se conhecida por ser um reduto de localização do Talibã, utilizado por forças militares contra a União Soviética durante a década de 1980. Tora Bora as montanhas de Spīn Ghar têm cavernas naturais formadas pelo fluxo dos cursos d'água em meio ao calcário, que mais tarde foram expandidas por um complexo financiado pela CIA para os Mujahidin.

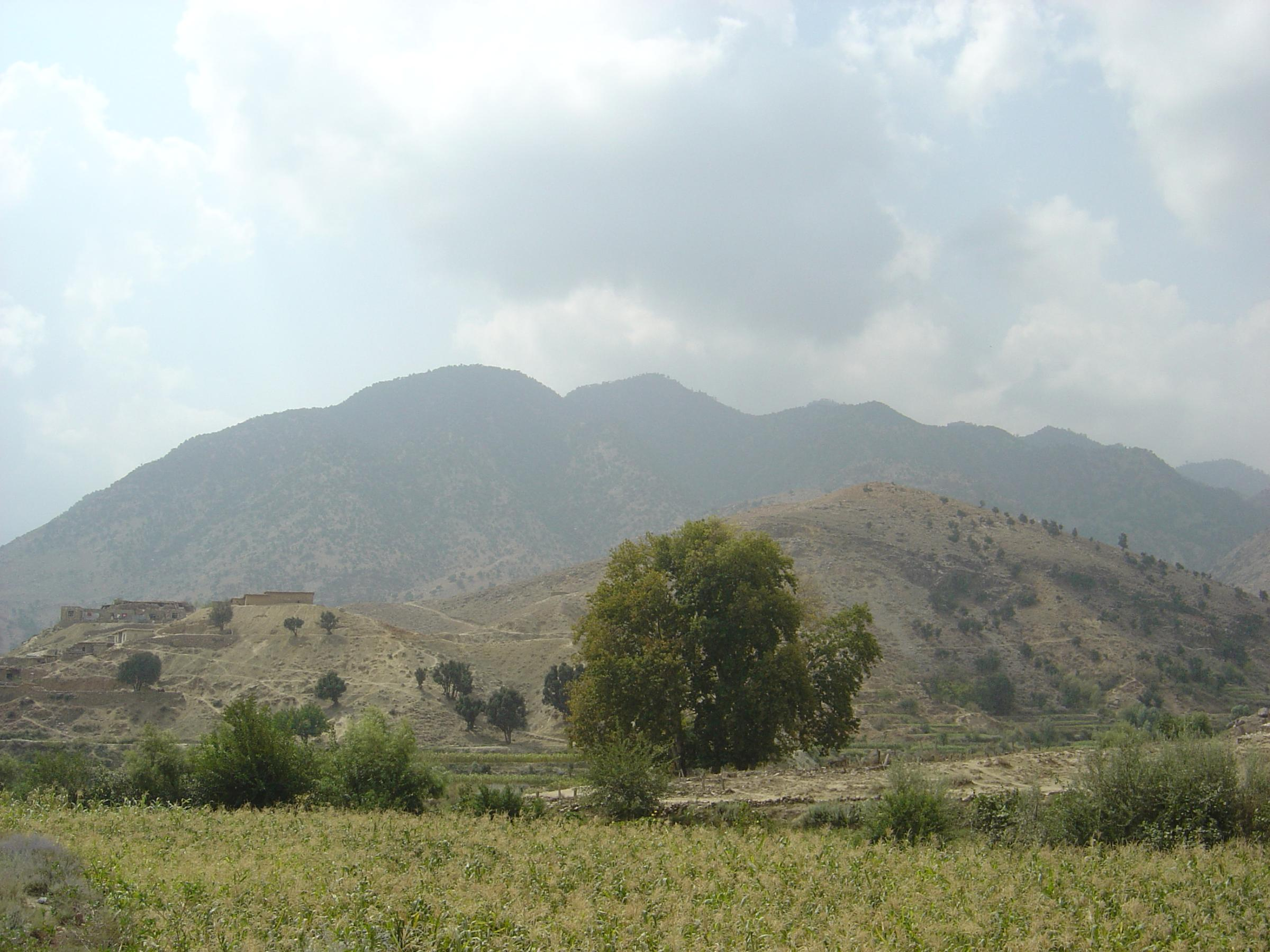
Tora Bora

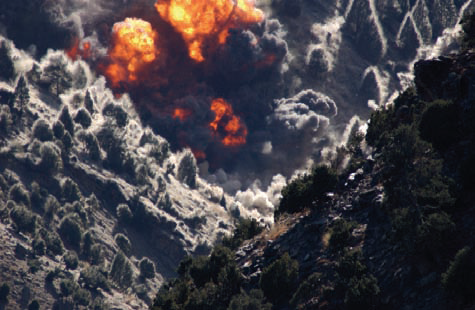
Explosões durante a procura por Osama bin Laden

## Geologia
A natureza litológica de Tora Bora é predominantemente de rochas metamórficas (gnaisse e xisto).

## Base militar
Durante a invasão dos EUA ao Afeganistão, o complexo de cavernas foi um dos redutos dos Talibãs e da Al-Qaeda, de acordo com Donald Rumsfeld. Também foi o local onde, em dezembro de 2001, ocorreu a Batalha de Tora Bora e onde se suspeitava que ficasse o esconderijo do líder da Al-Qaeda, Osama bin Laden. Foi relatado que em 2007, a inteligência americana suspeitava que Osama bin Laden planejava se encontrar com os comandantes da Al Qaeda e do Talibã em Tora Bora, antes do lançamento de um possível ataque terrorista na Europa ou nos Estados Unidos da América.
Tora Bora foi descrita pela mídia ocidental para ser um "inexpugnável caverna-fortaleza", abrigando 2.000 homens, com um hospital, uma usina elétrica, escritórios, um hotel, armas e lojas de munição e estradas grandes o suficiente para dirigir um tanque, além de sistemas sofisticados de túneis de ventilação. Este fortaleza em Tora Bora tinha sido desenvolvida como um complexo, construído pela CIA para os Mujahidin.
Tanto a mídia britânica quanto a americana publicaram dados detalhados da base. Quando mostradas essas informações durante uma entrevista à NBC, Donald Rumsfeld, então Secretário de Defesa, disse: "Este é um negócio sério, não há um desses, existem muitos desses".

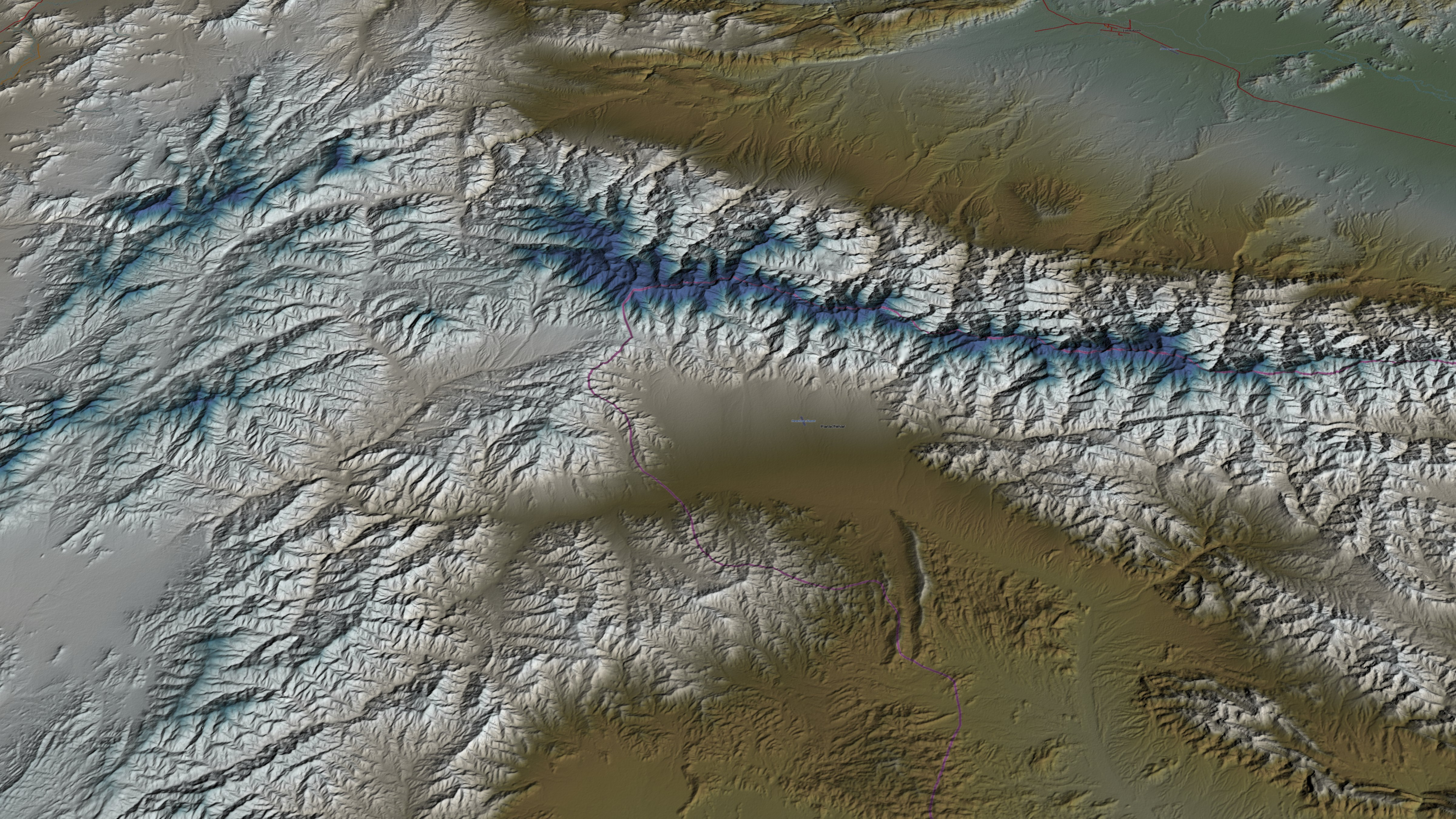
Vista aérea, imagem 3D gerada por computador. Tora Bora está no quadrante superior direito

Uma elaborada operação militar foi planejada, incluindo a implantação das Forças de Operações Especiais da equipe com marcadores a laser para guiar os pesados ataques aéreos sem interrupção durante 72 horas. Quando Tora Bora acabou por ser capturada pelos EUA e pelas tropas Afegãs, não havia vestígios da suposta "fortaleza", apesar de trabalhosas buscas nas áreas circundantes. Tora Bora acabou por ser um sistema de pequenas grutas naturais habitadas por, no máximo, 200 combatentes. Enquanto as lojas de armas e munições foram encontradas, não havia vestígios de  instalações avançadas que se alegou existirem.
Em uma entrevista publicada pela PBS, um sargento das Forças Especiais do Exército dos Estados Unidos  do "Operational Detachment Alpha (ODA) 572" descreveu assim as cavernas:
Novamente, sobre as cavernas, estas não eram os terríveis labirintos descritos. A maioria delas era de cavernas naturais. Algumas possuíam suportes de madeira, em cômodos que tinham no máximo 10 por 24 pés (3 por 7,3 metros), no máximo. Não eram realmente grande. Eu sei que eles fizeram um espetáculo disso, e como seríamos capazes de chegar até elas? Nós também nos aborrecemos com isto, porque havíamos lido todos esses relatórios. Quando se revelou a dimensão, quando realmente se chegou ali, tudo era apenas pequenos bunkers, além de um tanto de diferentes munições por ali. – Jeff, Staff Sgt. ODA 572
O complexo mais tarde foi retomado pelo Talibã e serviu como uma base importante para a insurgência Talibã. Em 2017, Tora Bora foi atacada e capturada pelo Estado Islâmico do Iraque e do Levante – Província de Khorasan (ISIL-K), embora o Exército Nacional Afegão tenha logo recapturado a região.